# 分子病毒学

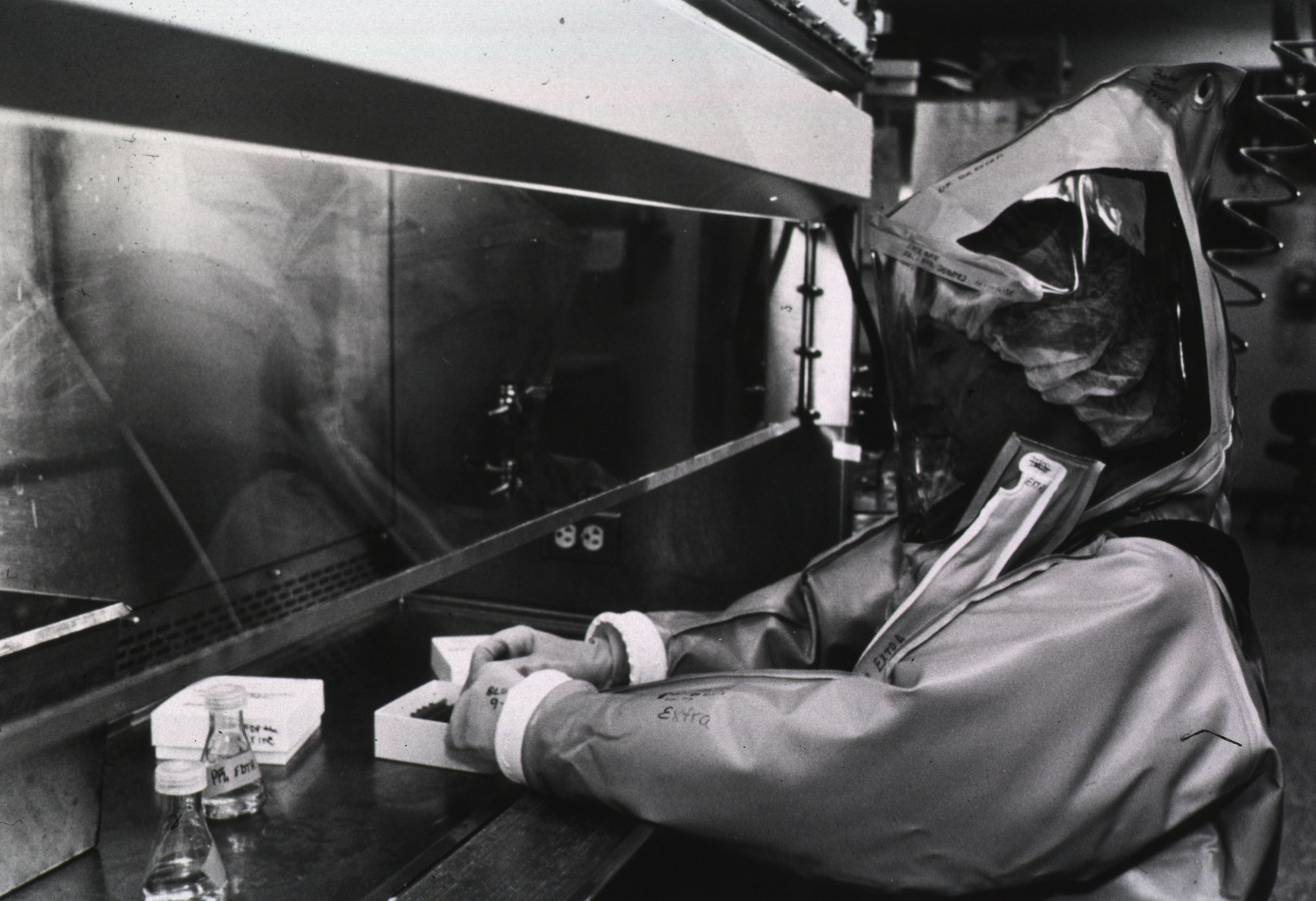
疾病预防控制中心工作人员在病毒学实验室

分子病毒学是1950年代分子生物学兴起以来将分子生物学方法运用于病毒学而形成的一门学科。1960年代以来，DNA病毒和RNA病毒的复制机制都得以阐明，一类亚病毒被发现；建立了绝大多数病毒基因组的无性繁殖系；某些病毒基因的结构与功能的关系以及一些病毒的基因表达调控原理被发现。病毒基因组学、病毒免疫学都得以长足进展。病毒的诊断和预防都有了一系列进步。
其方向主要包括:
1. 病毒复制
2. 病毒致病
3. 病毒免疫
4. 病毒免疫逃避
5. 病毒疫苗
6. 病毒分子诊断技术
7. 抗病毒化学疗法
8. 病毒感染监控及控制
9. 病毒病流行病调查